# 山藤章二
山藤 章二（やまふじ しょうじ、1937年〈昭和12年〉2月20日 - 2024年〈令和6年〉9月30日）は、日本の似顔絵作家、風刺漫画家、イラストレーター、笑芸プロデューサー。タレントや話題の人物を現代の世相に合致させた作風が特徴とされる。東京市目黒区出身。

## 来歴
1937年、東京府東京市（※現在は東京都特別区区域）目黒区生まれ。四人兄弟の二男。父は目黒駅の助役をしていたが、生後4ヶ月で父を亡くし、貧しい母子家庭で苦労して育つ。母は目黒駅の売店（現キヨスク）で23年間働いた。戦争中の1943年、親類のいた三重県伊勢市に疎開したが地元の子供たちからいじめを受ける。戦後に東京目黒へ戻る。三木鶏郎に傾倒し、冗談工房への参加を夢見る。立正中学校・高等学校に進み、高校で美術部に入部。美術部時代の親友に多田ヒロシがいる。
1956年と1957年、東京芸術大学図案科の入試に2年連続で失敗。家が貧しかったため、親戚から借金して武蔵野美術学校デザイン科に入学。芸大への思いを断ち切れず、武蔵野美大に籍を置きながら画塾に通ってデッサンの練習を重ねるも、計3度にわたる失敗で芸大入学を断念。しかし、このときデッサンを猛勉強したことが、後々になっても山藤の確かな技術を支えることとなった。
1957年、武蔵野美大在学中に日本宣伝美術会展で特選を受賞する。
1960年、武蔵野美術学校（現・武蔵野美大）を卒業。大阪国際フェスティバルで海外向けポスター・コンテストで特賞を受賞し、（株）ナショナル宣伝研究所にデザイナーとして入社後、広告電通賞（ポスター部門）制作者賞受賞。
翌年1961年には広告電通賞（ダイレクトメール部門）製作者賞、毎日商業デザイン賞（新聞部門）をそれぞれ受賞。この間、同年1月1日に5歳上の木村米子（コント作家、DJ構成者）と結婚。1963年東京アートディレクターズクラブ賞（新聞部門）銅賞を受賞し、翌年からナショナル宣伝研究所を退職してフリーとなる。この間、1963年に長女が誕生。「名前をアピールするんなら、誰か有名な作家のさし絵を描かせて貰うのが一番手っとり早い」との妻の提案で松本清張のもとにイラストを持参。すぐに気に入られ、清張の新連載で挿絵を担当することとなる。これを機に方々から仕事の注文が入るようになり、1970年講談社出版文化賞（第1回）受賞。1971年文藝春秋漫画賞受賞。
1971年から「世相あぶり出し」などのイラストによる世相風刺で話題を集め、1976年から「山藤章二のブラック=アングル」（後に「山藤章二のブラック・アングル」）を『週刊朝日』（朝日新聞社→朝日新聞出版）に連載、「週刊朝日を最終ページから開かせる男」の異名をとる。また1981年から『週刊朝日』誌上で「山藤章二の似顔絵塾」を開講。塾生にはプロのイラストレーターに育った者も多い。1983年菊池寛賞を受賞。この間、1975年に胃潰瘍で倒れ、胃の3分の2を切除。
1976年および1977年、落合恵子+矢崎泰久+山藤章二の『キネマ旬報』の連載鼎談「シネマ・プラクティス」にてキネマ旬報読者賞を受賞する。
イラストに掲載されるサインはデビュー以来「YAMAFuji'00」の形を用いていたが、1993年から「山」を草書体ふうにデザインしたサインを用い始めた。1996年から縦書きの「章二」の印章を用いるようになった。
1999年、郵政省による「平成十一年　笑門来福　落語切手」の原画を描く。描いたのは古今亭志ん生（五代目）「火焔太鼓」、桂文楽（八代目）「船徳」、三遊亭圓生(六代目)「小言幸兵衛」、柳家小さん(五代目)「時そば」、桂米朝(三代目)「百年目」。
2002年の日米首脳会談で山藤の描いた「流鏑馬」のイラストが、小泉総理によって米ブッシュ大統領に手渡されている。
2004年、紫綬褒章受章。
2024年9月30日、老衰で死去。87歳没。

## 人物
- 多数の受賞歴があり、「現代の戯れ絵師」を自認している[1]。
- 幼少時から寄席通いをして落語に親しんでいたこともあり、笑芸人に対する造詣が深く、笑いについての対談集の刊行や、笑芸のプロデュースを行っていた。落語立川流顧問の一人であり、2001年12月の立川談志のお別れの会では弔辞を述べている。
- 放送作家の高田文夫の語りの才能を評価、紀伊國屋ホールを押さえて「高田文夫vs.立川藤志楼」落語会を開催している。
- 立川藤志楼の会の後、1995年より年1回、紀伊国屋ホールにて「寄席山藤亭」という名称で、年に1回笑芸人の公演を行い、山藤章二プロデュースの落語会とイッセー尾形の独演会（山藤米子プロデュース）を企画していた。 没後、橘右橘の企画により、2025年2月26日の紀伊國屋ホールで「山藤章二・米子夫妻メモリアル 寄席山藤亭」が開催された。出演は立川談春・桂米助・三遊亭小遊三・松尾貴史・高田文夫、松村邦洋（飛び入り）[13]。
- 熱烈な阪神タイガースファンとしても有名[1]。「ブラック・アングル」にも阪神絡みのイラストは多い。
- 朝日新聞の似顔絵イラストも担当しており（1974年から現在まで）、1996年にはこれらを集めた『山藤章二の顔辞典』（朝日文庫）が発売された。
- 2021年11月22日発売の週刊朝日12月3日号をもって、「ブラック・アングル」と「山藤章二の似顔絵塾」は同時に最終回を迎えた[1]。似顔絵塾は松尾貴史が塾長として受け継ぎ[1]、さらに『週刊朝日』が2023年5月で休刊したことを受け、7月からは『サンデー毎日』で月1回の連載として継続することとなった[14][15]。

## 「ブラック・アングル」での逸話
山藤が「週刊朝日」の仕事に関わるようになったのは1972年からであるが、初の仕事は表紙イラストであった。しかし、山藤の表紙イラストは読者から不評で、1974年の6月限りで終了の憂き目に遭う。とはいえ一方で惜しむ声もあったため、巻末ページにイラストを持っていくという形で継続された。「ブラック・アングル」の本連載開始が1976年となったのは、胃炎のために1年延びたからである（テスト連載は1974年からスタートし、同年末で終了）。以降、山藤は「週刊誌を裏から開かせる男」という呼び名を奉られることになる。
「ブラック・アングル」の特徴はイラストを黒枠で囲んだ点にあるが、テスト連載時代は赤色などで囲んでいた事もあった。初期は野坂昭如から批判めいた手紙が届いたり、王貞治が「バットで頭を叩き割ってやる」といきり立っていたという噂を聞かされたりした。

### 時代の諸相
- 1976年に武者小路実篤が死去した際、武者小路がよく書いていた色紙「仲良き事は美しき哉」をパロディーにした作品を掲載した（4月30日号）。野菜の絵を、ロッキード事件の主役の田中角栄、児玉誉士夫、小佐野賢治の顔に置き換えたもので、下には武者小路がキャラクターのブラック氏を叱り付ける絵が添えられていた。「ブラック・アングル」での画風模倣の先駆であり、以後もさまざまな模倣画を掲載している。
- 1977年に当時の環境庁長官だった石原慎太郎の舌禍問題について、当時研ナオコが出演した『キンチョール』（大日本除虫菊）のCM（「トンデレラ、シンデレラ」）にかけた絵を掲載した（5月13日号）。石原を蝿に見立て、石原蝿が暴言を吐くと研が「あっ、またまた言ッテレラ！」、石原蝿が落っこちると「あっ、慎（シン）デレラ!!」と言うもの。山藤は「失言放言は漫画にとって絶好の材料になる」（『山藤章二のブラックアングル25年 全体重』）と語っている。
- 1977年に井上陽水が大麻取締法違反（大麻所持）容疑で逮捕されたときには、サイケデリックスタイルの井上の似顔絵を描いた（9月30日号）。しかも、当人の代表曲「心もよう」をドラッグ・ソングに改作した。井上に限らず、ミュージシャンを揶揄した絵はほかにもあるが、後には、毒の要素は薄まり、ミュージシャンをネタにした絵もほとんど描かれなくなった。
- 1978年、阿部定事件をモチーフとした大島渚監督の映画「愛のコリーダ」が「公然猥褻罪」を理由に警察の手入れを受け、これに激怒した大島が裁判闘争を起こした。山藤はこれを題材に、大島が股間に大きなピラミッド形のテントをかぶせ「（裁判が）長引きそうだから、今評判の“ピラミッドパワー”で体力をつけとくか……」と話している絵を描いた（3月17日号）。この年、夕刊フジの100回エッセイ（青木雨彦「三尺さがって六尺しめて」、後に『にんげん百一科事典』講談社）のさし絵でも大島の似顔絵を書いているが、ここでは陰部を隠したオールヌードだった。
- 1978年の落語協会分裂騒動を題材にした作品もある。当時の落語協会会長5代目柳家小さんによる真打大量昇進に反発した同会顧問の6代目三遊亭圓生が、一門弟子を引き連れて脱会し、「落語三遊協会」を設立した。作品では、小さんがインスタントの味噌汁を作っている横で、圓生が鍋を煮て、「じっくり時間をかけなくちゃ、『ん、バカウマ！』てェわけにはいきませんョ！」と呟く（6月9日号）。小さんは永谷園の即席味噌汁「あさげ」のCMに出演しており、圓生はハウス食品の「ほんとうふ」のCMに出演していた。
- 1978年、「眠狂四郎シリーズ」で知られる小説家の柴田錬三郎が死去した。柴田は毒舌家としても有名だった。同時期、作家の佐木隆三が酔ってタクシー運転手を殴って捕まった事件があった。山藤はこの2つを作品でからめた。タクシーのボンネットに乗った佐木を、柴田が名刀「無想正宗」で峰打ちし「喝ッ!!わしの『円月殺法』には美学があったが君の『タクシー殺法』はただの狼藉じゃっ!!」と一喝するものであった（7月21日号）。
- 1978年、山口組三代目組長の田岡一雄が当時敵対していた松田組（現在は解散）の組員に狙撃され負傷するという事件が起きた。山藤は、田岡の病室を描き、そこに、当時グラウンドで暴力騒ぎを起こしていたシピン選手（巨人）を立たせた（7月28日号）。組員が「暴れさせてくれるんなら助っ人でもなんでもやるっていうヘンな外人が来ましたけど、どうします……？」と田岡に取り次いでいるという物騒な絵であった。暴力団関係者の似顔絵を出したのは田岡のケースがあるのみである。なお、田岡を狙撃した組員は後に遺体となって発見された。
- 1978年、日本PTA全国協議会がテレビワースト番組を発表。1位は当時人気の「8時だョ!全員集合」（TBS）であると発表されるや山藤はザ・ドリフターズが全員集合のOP/EDでの格好で「8時だョ!全員開き直れ」という踊りの絵を披露。「見せたくねぇというならテレビを消しゃいいんだよ（怒）」などの台詞を付けた絵を掲載した。添えられているキャラクターのブラック氏はPTAのうるさいおばさんに後ろから襟をつかまれているというもので、おばさんのもっていたプラカードには「ワーストマンガも摘発 PTA」と書かれていた。
- 日本医師会会長の武見太郎が絶対的権力を誇っていた頃、山藤は1978年と1979年に武見を風刺する作品を掲載している。前者では、厚生大臣として初入閣した橋本龍太郎を子どもの患者に見立て、厚生省が武見の下で支配されていることを描いた（1978年12月29日号）。後者では、テレビレポーターの質問に腹を立てた武見が水をまいた事件を受け、「老人性自制失調症」などで病院に担ぎ込まれた武見を描いた（1979年4月13日号）。現在は現役医者の内部告発や誤診被害者・遺族の裁判闘争が取り上げられるなど医療問題に対する報道が増えているが、山藤の作品は先駆的であった。
- 1980年にイラン駐在の米国大使館が当時の最高指導者ホメイニ師を崇拝する学生によって占拠され、その結果米国との国交が断絶される事態に発展した。当時のカーター米大統領は、人質の大使館員を救出することに失敗した。山藤はそのニュースを受けて、カーターがホメイニの家に夜這いに行ってひどい目にあわされるという日本昔話調の絵「夜這い加太（かーたー）」を描いた（5月16日号）。また、石津謙介は同年8月に相次いで発生した「この年の三大災害」とされる出来事（富士山大規模落石事故・静岡駅前地下街爆発事故・新宿西口バス放火事件）を指し[16]、「一富士二鷹三茄子」とかけた造語「一富士、二地下、三バスビ」を生み出したが[17]、山藤も「悪夢三題 一富士二地下三バス火」と題した風刺画（9月5日号）を寄稿している[18]。
- 1981年、オリンピックの招致合戦に参加していた名古屋市が、国際オリンピック委員会総会でソウル市に敗れた。その件に関し、マスコミは、当時「名古屋風刺」のネタを披露していたタモリに感想を求めた。タモリはラジオ番組「オールナイトニッポン」（ニッポン放送）でコメントを出した。放送を聴いた山藤は「これより面白いものは出来ないと全面降伏、深夜放送を聴いていない人に紹介しようと思った」（『山藤章二のブラックアングル25年 全体重』）ため、タモリの感想を再録した作品を掲載した（10月16日号）。実際に話された文章を主体とした作品はこれが唯一。タモリはこれ以後名古屋ネタを封印している。また、別の回では当時の名古屋市長・本山政雄が井上靖[19]・江川卓[20]とともに“ヌカヨロコビ賞”受賞者として登場した（11月6日号）。
- 1982年、歯科医院でフッ化ナトリウムと間違えて猛毒のフッ化水素酸を歯に塗布した結果女児が死亡するという医療過誤事件が起きた。山藤は、当時皇籍離脱を希望する発言をしていた皇族の寬仁親王を歯医者の椅子に座らせ、「ほんとうに近頃の歯医者にはヘンテコなのがいるなァ。七番目の歯を抜きたいって頼んだのに、それは歯科典範にないからできません、だと……」と呟かせている（5月14日号）。
- 1982年に阪神タイガースコーチ2人による岡田功審判暴行事件が起き、当時の鈴木龍二セ・リーグ会長は2人の永久追放の検討を発表した。ところが、それに至る過程で発言が二転三転し、鈴木が高齢であったところから「老害」との批判を受けた。山藤は、鈴木が「わしゃ絶対にやめんぞ！」と鬼気迫る表情で語る姿をベン・シャーンの筆致で描いた（9月24日号）。筒井康隆はこの作品を「ドーミエに迫る一級の芸術作品」と評した（『ブラック=アングル(5)』解説）。
- 1983年にエイズが「男同士の奇病」として日本に上陸した頃、2週にわたって作品に取り上げた（8月5日号、8月12日号）。プロ野球の監督同士など、男性コンビの似顔絵の横に「A・I・D・S」で始まる文章を添えるという趣向であった。後に、エイズが同性愛者のみの病気でない深刻な問題であることが明らかになり、またマイノリティーの権利についての意識も高まってからは、エイズをこのように描くことは考えられなくなった。しかしながら、当時の世論がエイズおよびその患者に対し揶揄的かつ興味本位であったことは事実であり、山藤の作品も当時の雰囲気を知る資料となっている。
- 1984年、歌手の都はるみが「普通のおばさんに戻りたい」との理由で歌手活動から引退を発表（後に復帰）したがちょうどその頃『週刊文春』の連載記事を端に発したロス疑惑報道がテレビのワイドショー番組を埋め尽くし始めていた。山藤は都が「あたし普通のおばさんに戻ります。だからテレビも普通のテレビに戻りなさい!!」とテレビ業界を叱責するというスタイルの絵を掲載した。ロス疑惑報道は以降も過熱し榎本三恵子・池坊保子らが「ワイドショー日照権を主張する」という珍作を掲載したがストップには至らずついには三浦和義の逮捕、報道の過程で生じた報道被害でマスコミ業界が負の遺産を背負う羽目になった。このため現在はメディア・リテラシーの必要性が問われているが山藤の作品はまさに過熱報道への警鐘とメディア・リテラシーの必然性を予見した作品であったといえる。
- 1984年、農林水産省が食品コマーシャルに指針作りをすることになった。子供への影響を憂慮する消費者団体の声に応えるものであった。山藤はこれをヒントに、当時人気を博していたサントリービールCMのペンギンキャラクター（ひこねのりおのイラストによる）を取り上げ、ペンギンの顔を社長の佐治敬三に似せて描いた（9月28日号）。その手には消費者団体からの「文句状」が握られていた。頭上には「CAN ニンシテ チョーダイネ」（「CAN SUNTORY BEER」をもじったもの）というキャプションが添えられた。ブラック氏もペンギンキャラで登場した。
- 1984年に相撲界で小錦が台頭すると、山藤は彼の大きな全身像を錦絵風に描いた（10月12日号）。小錦の筋肉のたるみが尻に見えるところから、同年のグリコ・森永事件の犯人「かい人21面相」に引っかけて「かい人21尻相」と題した。絵には、たしかに21個分の尻のようなたるみが描かれていた。
- 1989年の「平成」改元にちなんで、刑事事件で逮捕された人々が「塀静」と習字している様子を描いた（1月27日号）。その顔ぶれは三浦和義（会社社長）、岡田茂（元三越社長）、田中角栄（元首相）、それにタレントの木村一八。木村は横山やすしの長男で、タクシー運転手に暴行して逮捕された。事件当時19歳であり、報道記事では「横山やすし長男」と伏せたものもあった。山藤は作品の上で自粛することはなく、前年にもピカソの絵に模した横山父子の絵を描いている（12月16日号）。なお、この年『週刊文春』が集団暴行殺人の加害少年らを実名報道し、論議を呼んだ。
- 1989年に読売ジャイアンツがこの年のセントラル・リーグを制覇した（同年の日本シリーズでは近鉄バファローズを破り日本一に輝く。）。この年の開幕前ニュースステーションのキャスター久米宏は『ジャイアンツ・エイド』という企画で糸井重里・黒鉄ヒロシに「巨人が優勝したら頭を丸める」と公言していたが現実化したためついに「断髪」。不気味な坊主頭で出演するに至った。山藤は当時公開されていた映画「バットマン」のマークをヒントに久米が歯を抜いて口をバットマンマークにしたという似顔絵を掲載している。絵には「巨人ファンの皆さんだって不気味な私の坊主頭は見たくないでしょ。でも約束は約束。代わりに歯を抜いてバットマンマークにしました。これじゃスルメ（※　当時の監督藤田元司のキャッチフレーズ「スルメ野球」から）に歯が立ちませんって!!」と呟かせている。ちなみにバットマン関連では久米・小錦らがバットマンの仮装をして登場する絵が掲載されている。
- 1992年に右翼活動家の野村秋介が横山やすしらと「風の会」を結成、その年の参院選挙に比例区で立候補した。山藤はこれを「虱（しらみ）の党」と揶揄する作品を掲載した（7月24日号）[21]。右翼を風刺の対象にしたイラストレーターは山藤のほかにほとんど例を見ないが、野村の抗議文に対し、山藤はすぐわびの手紙を送った。野村からは「貴殿の心情、諒と致しました」との返事が届いた（『朝日新聞』1993年10月21日）。ところが、作品掲載の翌1993年10月20日には、野村が一連の朝日新聞社の姿勢について東京本社で社長らと話し合いの後、その席で拳銃自殺するという凄惨な事件に発展した。事件直後の11月5日号の「ブラック・アングル」は白紙掲載という異例の事態となった。以後は右翼を風刺することはなくなった。因みに、野村が自決した翌日、テレビ朝日「徹子の部屋」に山藤がゲスト出演した回が放送される予定だったが、実際の放送では小錦に急遽変更された。山藤出演回は事件から約1ヶ月後に放送した。

### 人物寸描（五十音順）
- 井上ひさしとは夕刊フジの連載「巷談辞典」（1974-1975）で組んだこともあり、親しく交流があるが、1986年には、井上の私生活に関するニュースを「ブラック・アングル」であえて揶揄の対象にしている。そこでは、からかったブラック氏に対し井上が拳骨を与える絵が添えられている。2010年4月9日に井上が逝去した際も、「ブラック・アングル」で井上を追悼する似顔絵と山藤のコメントを掲載した。

- 沢田研二については、1976年の暴力事件（「いもジュリー」事件）以降、しばしば画題に取り上げている。
  - 「いもジュリー」事件の際は、「はじめ人間ギャートルズ」の主人公一家をおびやかす「新原始人間」として沢田を描いた。
  - 1977年、常用漢字試案から「芋」「殴」が削られた際は、それを惜しむ沢田を登場させた。
  - 1979年、沢田がPARCOのポスターに初の男性ヌードモデルとして起用された際は、「時代の鼓動を鳴らすのは誰だ」のキャッチコピーをもじって「男か女かわからないのは誰だ」と揶揄した。

- 田中角栄については、定期連載開始時から1993年の死去まで幾たびも風刺対象にしてきた。1983年12月の衆院選挙の際に、野坂昭如が「打倒田中」を宣言して新潟3区（旧）から立候補すると、田中の銅像（兵馬俑）を蹴っ飛ばす野坂の絵を掲載した（当時、展示された武官俑が破壊される事件があった）。結果は、田中がトップ当選を果たし、野坂は次点で落選。田中にとって、これが健在の頃としては最後の選挙戦であった。

- 寺尾聰は父の宇野重吉に似てきたといわれるが、山藤はそれを予見する作品を1981年に掲載している。この年、寺尾は「ルビーの指環」を歌い、「ザ・ベストテン」などの音楽番組で10週以上にわたり1位をマークした。音楽賞も総なめし、「紅白歌合戦」にも出場した。山藤は、その寺尾の代わりに、父の宇野にサングラスをかけさせ、マイクを持たせたところを描いた。「父の日のプレゼントのつもりで」若い格好をさせたという趣向であるが、宇野の姿は寺尾にそっくりであった。

- 張本勲は、読売ジャイアンツに移籍した当時、いかつい風貌からよく暴れ者と曲解されていたという。山藤はこれをもとにした作品を掲載した。
  - 1976年、園山俊二の画風を模して暴れ者の有名人を描いた「新原始人間ギャートルズ」の中に、張本の顔があった。
  - 1980年に張本がトレードにより退団すると、巨人のユニフォームを食いちぎる猛獣として描いた（同時に舌禍で退団した青田昇も猛獣にされた）。
  - 同じ年に日本初の5つ子が誕生すると、張本を暴れ者の赤ん坊として描いた（背負っているのは当時の長嶋茂雄監督）。

- 美空ひばりの絵は、他の媒体では多く描いているが、「ブラック・アングル」では少なく、2点ほどである。1976年には、小野吉郎NHK会長（当時。この年引責辞任）と子ども同士のように睨み合っているところを描いた。また、1979年には、「紅白歌合戦」に7年ぶりに特別出演が決まったことを取り上げ、同様に特別出演の藤山一郎と並ばせて、ブラック氏に「敬老特集」と評させた。作家の石堂淑朗は、山藤の絵について「ひばりをこんなにひどく描いた絵かきはいない!!」と「ホメてくれた」という（『とりあえず!?』講談社 1990）。山藤はひばりの「『野暮ったさ』、『くさみ』、『高慢ぶり』または『コワイ周辺』といった、小生の好きでない部分を画想のベースにした」という（同）。

- 読売新聞グループ本社会長の渡邉恒雄については権力を誇っていた1990年～2004年の読売新聞社長兼主筆時代に風刺の対象にしている。

### その他
- 自民党所属の政治家を風刺する絵を載せているケースが多いが、これは政権党で、世間から批判の俎上に載せられることが多いためである。山藤自身は、小渕恵三・小泉純一郎ら首相から連絡を受け、米大統領に贈るイラストレーションを複数回、依頼されている。

- 皇室関係では、初期には天皇・皇后の似顔を掲載することもあった（1977年）。1989年の昭和天皇崩御の際は、「昭和」という元号が星になって夜空に飛んでいく絵を描いた。これは一種の予定原稿で、署名は「Yamafuji '88」となっていたが、雑誌掲載時には「'88」の文字が削られた。1993年に皇太子徳仁親王と小和田雅子が婚約した際には2人の似顔絵を、また成婚時には「慶祝休業」の絵を掲載した。

- 落語家が登場する作品も多いが、誹謗めいたものはごく少ない。批判的色彩の強いものとしては、立川談志が沖縄県のメディアに暴言を吐いた件に関する作品があるくらいである（1976年）。

- 1982年～1986年には、NHKで放送されていた｢この人○○ショー｣のタイトルロゴデザインを担当していた。また、この番組のオープニングに登場する似顔絵は「山藤章二の似顔絵塾」の塾生によるものである。

- 1979年（昭和54年）から1980年（昭和55年）までテレビのクイズ番組『象印クイズ ヒントでピント』（テレビ朝日）に。男性軍キャプテンとしてレギュラー出演。同番組のメインである「16分割クイズ」においては、わずか1枚開いただけで正解に導くことが多々あり、「16分割の鬼」と番組内で言われた。

- 後述の夕刊フジ百回連載で筒井康隆が執筆した『狂気の沙汰も金次第』の挿絵を描いた際、山藤は筒井の似顔絵を「美男子過ぎて描けない」という理由で、「のっぺらぼう」で描き、以降定着した。

- 1970年代後半から1980年代中期まで、当時田中邦衛がCMキャラクターを務めていた『銀粒仁丹』（森下仁丹）の雑誌広告「ミスター仁丹シリーズ」で田中の似顔絵を手掛けた。
- 1990年、演芸・文芸関係者による句会「駄句駄句会」を立ち上げ、宗匠となっている。俳号は「三魔（さんま）」[22]。

- 妻の山藤米子（2023年死去）は随筆家で、イッセー尾形の舞台のプロデュースを手がけていた。長女の梅田加奈子は長女を心臓病により生後3ヶ月で失った経験を持ち、『この子は生きる―わが娘の「マルファン症候群」』（講談社、1997年）の著書がある。加奈子の夫の梅田一見は経営コンサルタントで『ハーバード仕込みの生き方―MBA三十五歳の居場所』（講談社、1992年）の著書がある。

## 『夕刊フジ』の百回連載
山藤は、夕刊紙『夕刊フジ』（産経新聞社）の百回連載エッセーのイラストをしばしば担当した。作家やエッセーストなどが100回前後、原稿用紙3枚程度の文章を書く欄であり、山藤は毎回、本文に関連して工夫をこらしたイラストをつけた。
4か月間休む暇もないハードな仕事であり、当初、依頼に対しては返事を渋った。しかし、文化部から、それ以前に『週刊文春』で行った野坂昭如との競作『エロトピア』の調子で願いたいとの話を受け、（方向性が見えたため）引き受けることにしたという（『食わせろ!!』講談社 1986年（景山民夫との共著）による）。
1980年の中島梓「にんげん動物園」以降は、山藤が相手の作家を指名している。
組んだ相手の作家（等）、タイトル、連載年その他は以下の通りである。
- 梶山季之「あたりちらす」（1971-1972）〔単行本『梶山季之のあたりちらす―女と酒と政治について』サンケイ新聞出版局 1972〕
- 山口瞳「飲酒者（さけのみ）の自己弁護」（1972）〔単行本『酒呑みの自己弁護』新潮社 1973（新潮文庫 1979）〕
- 筒井康隆「狂気の沙汰も金次第」（1973）〔単行本同名 サンケイ新聞社 1973（新潮文庫 1976にイラスト完全収録）〕
- 吉行淳之介「すすめすすめ勝手にすすめ」（1973-1974）〔単行本『贋食物誌』新潮社 1974（新潮文庫 1978）〕
- 井上ひさし「巷談辞典」（1974-1975）〔単行本『ひさし・章二巷談辞典』文藝春秋 1981（文春文庫 1984、河出文庫『巷談辞典』2014）〕
- 五木寛之「重箱の隅」（1975-1976）〔単行本同名 文藝春秋 1979（文春文庫 1984）〕
- 渡辺淳一「努力してもムダなこと…」（1976-1977）〔単行本にイラストなし、『イラストエッセイパンの耳』集英社文庫 1982にイラストのみ完全収録〕
- 藤本義一「サイカクがやって来た」（1977）〔単行本同名 新潮社 1978（新潮文庫 1982）〕
- 青木雨彦「三尺さがって六尺しめて」（1978）〔単行本『にんげん百一科事典』講談社 1979（講談社文庫 1987）〕
- 中島梓「にんげん動物園」（1980）〔単行本同名 角川書店 1981（角川文庫 1984）〕
- つかこうへい「つかへい犯科帳」（1981-1982）〔単行本同名 角川書店 1982（角川文庫 1984）〕
- 村松友視「私、小市民の味方です。」（1983）〔単行本同名 新潮社 1984（新潮文庫 1987）〕
- 景山民夫「森羅百象ナマ殺し」（1986）〔単行本『食わせろ!!』講談社 1986（講談社文庫 1990）〕
- 林真理子「マリコとショージのチャンネルの5番」（1987）〔単行本『チャンネルの5番』講談社 1988（講談社文庫 1991）〕
- 横澤彪「ギョーカイくん流儀」（1989）〔単行本『とりあえず!?』講談社 1990〕

なお、1976年1月に刊行された丸谷才一『男のポケット』（新潮社）も、夕刊フジに101回連載されたコラムをまとめたものだが、イラストは和田誠が担当している。また、1977年に刊行された田辺聖子『ラーメン煮えたもご存じない』（新潮社）も、夕刊フジに101回を超えて連載されたコラムをまとめたものだが、イラストは高橋孟が担当している。また、1981年12月に刊行された阿佐田哲也『ぎゃんぶる百華』（角川書店）も、夕刊フジに101回連載されたコラムをまとめたものだが、イラストは黒鉄ヒロシが担当している。また、1982年1月に刊行された小林信彦『笑学百科』（新潮社）も、夕刊フジに101回連載されたコラムをまとめたものだが、イラストは峰岸達が担当している。

## 著書
- 『イラスト紳士録』（文藝春秋 1973）
- 『軟派にっぽんの100人』スポーツニッポン新聞社、1974　のち集英社文庫
- 『山藤章二のブラック・アングル(1)～(22)』シリーズ（朝日新聞社 1978～2001）のち新潮文庫
- 『新イラスト紳士録』（文藝春秋 1979）
- 『山藤章二 戯画街道』（美術出版社 1980）
- 『世相あぶりだし(1)(2)』（新潮文庫 1982）
- 『イラストエッセイ パンの耳』（集英社文庫 1982）
- 『イライライラストレーション』（新潮社 1983）
- 『人の噂も五七五』（文藝春秋 1984）
- 『オール曲者』（新潮社 1985）
- 『ブラック=アングル10年ベスト&オール』朝日新聞社 1985
- 『対談「笑い」の構造』講談社、1985　のち文庫
- 『対談「笑い」の解体』講談社、1987 のち文庫
- 『アタクシ絵日記　忘月忘日 (1)～(8)』（文春文庫 1987～2001）
- 『人間ころがし』全4巻 講談社 1989
- 『対談「笑い」の混沌』（講談社　1990　のち文庫
- 『器用貧乏 山藤章二イラストレーション』（徳間書店 1993）
- 『山藤章二の顔事典』（朝日文庫 1995）
- 『カラー版 似顔絵』（岩波新書 2000）
- 『山藤章二のブラック・アングル25年 全体重』（朝日新聞社 2002）
- 『世間がヘン 山藤章二のずれずれ草』（エッセー、講談社 2000）
- 『まあ、そこへお坐り』（エッセー、岩波書店 2003）
- 『論よりダンゴ』（エッセー、岩波書店 2006）
- 『ヘタウマ文化論』（岩波新書 2013）
- 『自分史ときどき昭和史』（岩波書店 2014）
- 『老いては自分に従え』（岩波書店 2015）
- 『はじめての八十歳』（岩波書店 2017）
- 『昭和よ。』（岩波書店 2019）
- 『山藤章二の四行大学』（朝日新書 2019）

### 共著
- 『狐狸狐狸日本』井上ひさし,加藤芳郎共著, 週刊朝日編 サイマル出版会 1973
- 『新東海道五十三次』井上ひさし 文藝春秋 のち文庫、河出文庫
- 『飯沢匡の社会望遠鏡』 講談社 1978
- 『にんげん百一科事典』青木雨彦 講談社 1979 のち文庫
- 『重箱の隅』五木寛之 文藝春秋 1979
- 『ひさし・章二巷談辞典』井上ひさし 文芸春秋 1981 のち文庫、『巷談辞典』と改題して河出文庫
- 『にんげん動物園』中島梓 角川書店 1981　のち文庫
- 『つかへい犯科帳』つかこうへい 角川書店 1982 のち文庫
- 『私、小市民の味方です』村松友視 新潮社 1984 のち文庫
- 『食わせろ!!』景山民夫 講談社 1986 のち文庫、角川文庫
- 『にんげん百一科事典』青木雨彦  講談社文庫　1987
- 『チャンネルの5番』林真理子 講談社 1988 のち文庫
- 『とりあえず!?』横沢彪 講談社 1990
- 『タイガース優勝したらどうしよう 時間差口撃』ひろさちや 徳間書店 1992
- 『談志百選』立川談志 講談社 2000、新編・中公文庫 2023
- 『芸人お好み弁当』吉川潮 講談社 2005
- 『遺稿』立川談志 講談社 2012

## 編著
- 山藤章二の似顔絵塾　朝日新聞社 1982 のち文庫
- 山藤章二の似顔絵塾 朝日新聞社 1991（新版）
- 『平成サラリーマン川柳傑作選』シリーズ（尾藤三柳,第一生命共選、講談社 1991～）のち+α文庫
- ついついの発言 講談社 1992.7
- ぼけせん川柳三〇〇〇句 講談社 2004.3　のち『ぼけせん川柳喜怒哀ら句』と改題して+α文庫
- 志ん生復活!落語大全集 講談社DVDブック 2004-2005（美濃部美津子、小沢昭一と共同監修）
- 駄句だくさん 山藤章二,駄句駄句会編 講談社 2013

## 挿絵担当
- 消えた五人の小学生 大石真 国土社 1969 (創作子どもSF全集 ; 6)
- まぼろしの雪女 小泉八雲他著,保永貞夫訳,講談社 1970 (世界の名作怪奇館 ; 5(日本編))
- 東海道中膝栗毛:やじさんきたさん 石森延男等編,飯沢匡文,学灯社 1971 (小学生の日本古典全集 ; 12)
- 小説の書き方:一子の創作ノート 吉田とし作,あかね書房 1971 (少年少女長編創作選 ; 1)　のちあかね文庫
- オレンジ色のねこの秘密 Z.K.スラビーほか連作,塩谷太郎訳 講談社 1971 (世界の児童文学名作シリーズ)

## 広告の挿絵
- 森下仁丹「仁丹」（1970年代後半 - 1980年代前半 田中邦衛の『ミスター仁丹』シリーズ）
- 小玉醸造「清酒 太平山」（1980年代 杜氏の挿絵）

## DVD
- 『山藤章二のラクゴニメ』1～4 2000 - 落語の映像がほとんど残っていない古今亭志ん生の声にあわせて、山藤が描いた絵による、落語アニメーション。

## 出演

### テレビ
- 象印クイズ ヒントでピント（テレビ朝日・2代目男性軍キャプテン（1979年7月1日（第17回） - 1980年1月13日（第42回））[23][24]
- 第33回NHK紅白歌合戦（1982年12月31日、NHK総合・ラジオ第1） - 審査員
- ゲーム数字でQ（NHK総合） - レギュラー解答者
- ブロードキャスター（TBS）
- 世界まるごと2001年（毎日放送） - 不定期出演
- チコちゃんに叱られる!（2018年11月16日、NHK総合） [25]

### ラジオ
- 荒川強啓 デイ・キャッチ!（TBSラジオ、1995年4月 - 2003年3月まで月曜レギュラー）上記「ずれずれ草」はこの番組内のコーナーでの内容を採録した。
- 志の輔ラジオ 気分がいい!（文化放送）「らくがき川柳新選流」の月間山藤賞発表のため月1回レギュラー出演していた。
- 新・話の泉（NHKラジオ第1、毎週最終月曜日放送） - レギュラー出演

### 映画
- 居酒屋兆治（東宝）酒場の客役（クレジットの文字も担当）

### CM
- 松下電器産業（1985年）